# UEFA Women's Nations League 2025 - Lega A
Questa voce raccoglie un approfondimento sulle gare della Lega A dell'UEFA Women's Nations League 2025. La fase a gironi della Lega A si disputa tra il febbraio e giugno 2025, mentre la fase finale tra le quattro vincitrici dei gruppi si disputerà tra ottobre e dicembre 2025. La Spagna è la squadra campione in carica.

## Formato
Nella Lega A partecipano le 12 squadre classificate dal primo al dodicesimo posto nella classifica finale delle qualificazioni al campionato europeo femminile di calcio 2025, alle quali si aggiungono le 4 promosse dalla Lega B (classificate 17-20); le 16 partecipanti vengono divise in quattro gruppi da quattro squadre ciascuno. Ogni squadra gioca sei partite nel proprio gruppo affrontando le altre tre squadre in casa e in trasferta in tre finestre a febbraio, aprile e maggio/giugno 2025. Le vincitrici dei quattro gruppi si qualificheranno alla fase finale. La competizione funge, inoltre, come una fase preliminare delle qualificazioni al campionato mondiale 2027, che saranno strutturate anch'esse in leghe. Le quattro ultime classificate dei gruppi retrocederanno in Lega B nelle qualificazioni al mondiale 2027. Le terze classificate disputeranno dei play-off contro le seconde dei gruppi della Lega B. Le vincenti dei play-off parteciperanno alla Lega A nelle qualificazioni al mondiale 2027 mentre le perdenti parteciperanno alla Lega B.
La fase finale sarà strutturata in un formato a eliminazione diretta, che da questa edizione consisterà in semifinali, finale per il terzo posto e finale in gare di andata e ritorno. Un sorteggio determinerà gli accoppiamenti delle semifinali e le squadre che giocheranno in casa la gara d'andata così come quali semifinaliste che disputeranno in casa la gara d'andata dell'eventuale finale e finale per il terzo posto.

## Squadre partecipanti
Le squadre sono state assegnate alla Lega A in base al ranking a conclusione della fase a gironi delle qualificazioni all'europeo 2025. Le urne per il sorteggio, composte da quattro squadre ciascuna, sono state anch'esse composte in base al ranking. 
| Squadra  | Rank |
| -------- | ---- |
| Spagna   | 1    |
| Germania | 2    |
| Francia  | 3    |
| Italia   | 4    |

| Squadra     | Rank |
| ----------- | ---- |
| Islanda     | 5    |
| Danimarca   | 6    |
| Inghilterra | 7    |
| Paesi Bassi | 8    |

| Squadra  | Rank |
| -------- | ---- |
| Svezia   | 9    |
| Norvegia | 10   |
| Austria  | 11   |
| Belgio   | 12   |

| Squadra    | Rank |
| ---------- | ---- |
| Portogallo | 17   |
| Scozia     | 18   |
| Svizzera   | 19   |
| Galles     | 20   |

## Gruppo 1

### Classifica
| Pos | Squadra     | Pt | G | V | N | P | GF | GS | DR  |
| --- | ----------- | -- | - | - | - | - | -- | -- | --- |
| 1   | Germania    | 16 | 6 | 5 | 1 | 0 | 26 | 4  | +22 |
| 2   | Paesi Bassi | 11 | 6 | 3 | 2 | 1 | 11 | 10 | +1  |
| 3   | Austria     | 6  | 6 | 2 | 0 | 4 | 5  | 16 | -11 |
| 4   | Scozia      | 1  | 6 | 0 | 1 | 5 | 3  | 15 | -12 |

### Risultati
| Arbitro: | Silvia Gasperotti |

|                  |           |  |
| Purtscheller 14’ | Marcatori |  |

| Arbitro: | Maria Caputi |

|                      |           |                           |
| Beerensteyn 13’, 66’ | Marcatori | 45+1’ Schüller 50’ Nüsken |

| Arbitro: | Ivana Martinčić |

|                                                     |           |               |
| Freigang 39’ Dallmann 55’ Hoffmann 70’ Endemann 82’ | Marcatori | 3’ Schasching |

| Arbitro: | Stéphanie Frappart |

|            |           |                           |
| Lawton 34’ | Marcatori | 54’ Beerensteyn 64’ Grant |

| Arbitro: | Désirée Grundbacher |

|                                            |           |                |
| Groenen 12’ Egurrola 48’ Spitse 76’ (rig.) | Marcatori | 90+4’ Plattner |

| Arbitro: | Tess Olofsson |

|  |           |                                                  |
|  | Marcatori | 2’ Senß 21’ (aut.) Howard 57’ Zicai 59’ Schüller |

| Arbitro: | Jana Adámková |

|                                                    |           |          |
| Cerci 51’, 56’, 76’ Freigang 63’, 65’ Hoffmann 67’ | Marcatori | 40’ Weir |

| Arbitro: | Ewa Augustyn |

|                  |           |                                         |
| Hickelsberger 9’ | Marcatori | 10’ Kaptein 57’ van de Donk 69’ Miedema |

| Arbitro: | Alina Peşu |

|                                          |           |  |
| Dallmann 9’ Schüller 25’, 48’ Linder 45’ | Marcatori |  |

| Arbitro: | Marta Huerta de Aza |

|  |           |                   |
|  | Marcatori | 62’ Hickelsberger |

| Arbitro: | Silvia Gasperotti |

|           |           |              |
| Roord 10’ | Marcatori | 27’ McGovern |

| Arbitro: | Ivana Projkovska |

|  |           |                                                             |
|  | Marcatori | 1’, 39’ Lohmann 9’ Schüller 26’ Cerci 31’ Bühl 43’ Freigang |

## Gruppo 2

### Classifica
| Pos | Squadra  | Pt | G | V | N | P | GF | GS | DR  |
| --- | -------- | -- | - | - | - | - | -- | -- | --- |
| 1   | Francia  | 18 | 6 | 6 | 0 | 0 | 14 | 2  | +12 |
| 2   | Norvegia | 8  | 6 | 2 | 2 | 2 | 4  | 5  | -1  |
| 3   | Islanda  | 4  | 6 | 0 | 4 | 2 | 6  | 9  | -3  |
| 4   | Svizzera | 2  | 6 | 0 | 2 | 4 | 4  | 12 | -8  |

### Risultati
| Zurigo 21 febbraio 2025, ore 19:00 UTC+2 | Svizzera      | 0 – 0 referto | Islanda | Stadio Letzigrund (7 718 spett.)\| Arbitro: \| Jana Adámková \| |
| Arbitro:                                 | Jana Adámková |               |         |                                                                 |

| Arbitro: | Cheryl Foster |

|            |           |  |
| Katoto 73’ | Marcatori |  |

| Arbitro: | Marta Huerta de Aza |

|                               |           |                  |
| Terland 74’ Graham Hansen 87’ | Marcatori | 83’ Schertenleib |

| Arbitro: | Alina Peşu |

|                                    |           |                                           |
| Diani 23’ Katoto 28’ Baltimore 65’ | Marcatori | 37’ Vilhjálmsdóttir 68’ I. Sigurðardóttir |

| Reykjavík 4 aprile 2025, ore 17:45 UTC+2 | Islanda           | 0 – 0 referto | Norvegia | Thróttarvöllur (906 spett.)\| Arbitro: \| Silvia Gasperotti \| |
| Arbitro:                                 | Silvia Gasperotti |               |          |                                                                |

| Arbitro: | Catarina Campos |

|  |           |                         |
|  | Marcatori | 15’ Baltimore 43’ Bacha |

| Arbitro: | Frida Klarlund |

|                                 |           |                                                     |
| Vilhjálmsdóttir 45+4’, 50’, 62’ | Marcatori | 2’ Reuteler 17’ Vallotto 46’ (aut.) Gunnlaugsdóttir |

| Arbitro: | Katalin Kulcsár |

|  |           |                         |
|  | Marcatori | 76’ Baltimore 85’ Matéo |

| Arbitro: | Olatz Rivera Olmedo |

|                         |           |                |
| Viggósdóttir 83’ (aut.) | Marcatori | 16’ Jónsdóttir |

| Arbitro: | Iuliana Demetrescu |

|                                                   |           |  |
| Matéo 11’ De Almeida 16’ Baltimore 19’ Geyoro 56’ | Marcatori |  |

| Arbitro: | Maria Sole Ferrieri Caputi |

|  |           |             |
|  | Marcatori | 4’ Bøe Risa |

| Arbitro: | Emanuela Rusta |

|  |           |                          |
|  | Marcatori | 74’ Baltimore 85’ Geyoro |

## Gruppo 3

### Classifica
| Pos | Squadra     | Pt | G | V | N | P | GF | GS | DR  |
| --- | ----------- | -- | - | - | - | - | -- | -- | --- |
| 1   | Spagna      | 15 | 6 | 5 | 0 | 1 | 21 | 8  | +13 |
| 2   | Inghilterra | 10 | 6 | 3 | 1 | 2 | 16 | 6  | +10 |
| 3   | Belgio      | 6  | 6 | 2 | 0 | 4 | 9  | 16 | -7  |
| 4   | Portogallo  | 4  | 6 | 1 | 1 | 4 | 5  | 21 | -16 |

### Risultati
| Arbitro: | Frida Klarlund |

|                                           |           |                         |
| Pina 77’ García 90+2’ Martín-Prieto 90+6’ | Marcatori | 18’ Toloba 72’ Wullaert |

| Arbitro: | Ivana Projkovska |

|              |           |           |
| Nazareth 76’ | Marcatori | 15’ Russo |

| Arbitro: | Eleni Antoniou |

|  |           |            |
|  | Marcatori | 50’ Carole |

| Arbitro: | Tess Olofsson |

|          |           |  |
| Park 33’ | Marcatori |  |

| Arbitro: | Iuliana Demetrescu |

|                             |           |                                                   |
| Amado 27’ Carole 56’ (rig.) | Marcatori | 25’ Guijarro 40’ Aleixandri 43’ Pina 89’ González |

| Arbitro: | Marta Huerta de Aza |

|                                                             |           |  |
| Bronze 21’ Bright 45+1’ Beever-Jones 67’ Park 78’ Walsh 88’ | Marcatori |  |

| Arbitro: | Stéphanie Frappart |

|                                                                            |           |             |
| Paralluelo 2’ Bonmatí 8’, 12’ Putellas 28’, 51’ Caldentey 47’ González 60’ | Marcatori | 71’ Fonseca |

| Arbitro: | Maria Sole Ferrieri Caputi |

|                                    |           |                              |
| Wullaert 4’, 29’ Vanhaevermaet 16’ | Marcatori | 35’ (rig.) Mead 81’ Agyemang |

| Arbitro: | Ewa Augustyn |

|               |           |                                                     |
| De Caigny 88’ | Marcatori | 36’, 64’ González 78’, 79’ Del Castillo 85’ Redondo |

| Arbitro: | Frida Klarlund |

|                                                        |           |  |
| Beever-Jones 3’, 26’, 33’ Bronze 5’ Mead 29’ Kelly 62’ | Marcatori |  |

| Arbitro: | Katalin Kulcsár |

|               |           |           |
| Pina 60’, 70’ | Marcatori | 22’ Russo |

| Arbitro: | Tess Olofsson |

|  |           |                                            |
|  | Marcatori | 37’ Vanhaevermaet 67’ (rig.), 72’ Wullaert |

## Gruppo 4

### Classifica
| Pos | Squadra   | Pt | G | V | N | P | GF | GS | DR |
| --- | --------- | -- | - | - | - | - | -- | -- | -- |
| 1   | Svezia    | 12 | 6 | 3 | 3 | 0 | 13 | 6  | +7 |
| 2   | Italia    | 10 | 6 | 3 | 1 | 2 | 11 | 7  | +4 |
| 3   | Danimarca | 9  | 6 | 3 | 0 | 3 | 8  | 13 | -5 |
| 4   | Galles    | 2  | 6 | 0 | 2 | 4 | 4  | 10 | -6 |

### Risultati
| Arbitro: | Katalin Kulcsár |

|             |           |  |
| Bonansea 5’ | Marcatori |  |

| Arbitro: | Riem Hussein |

|                   |           |                       |
| Harder 17’ (rig.) | Marcatori | 7’ Sembrant 54’ Rolfö |

| Arbitro: | Olatz Rivera Olmedo |

|               |           |                                       |
| Cambiaghi 58’ | Marcatori | 53’ Færge 74’ Holmgaard 90+3’ Thomsen |

| Arbitro: | Désirée Grundbacher |

|                   |           |               |
| Barton 76’ (rig.) | Marcatori | 14’ Angeldahl |

| Arbitro: | Alina Peşu |

|                                              |           |                           |
| Asllani 56’ Angeldahl 75’ Rolfö 90+5’ (rig.) | Marcatori | 1’ Severini 85’ Cambiaghi |

| Arbitro: | Michalina Diakow |

|             |           |                         |
| Holland 34’ | Marcatori | 7’ Bruun 72’ Vangsgaard |

| Arbitro: | Ivana Martinčić |

|  |           |                                         |
|  | Marcatori | 59’ Caruso 79’ Di Guglielmo 86’ Girelli |

| Arbitro: | Olatz Rivera Olmedo |

|              |           |          |
| Eriksson 60’ | Marcatori | 68’ Cain |

| Parma 30 maggio 2025, ore 18:20 UTC+2 | Italia             | 0 – 0 referto | Svezia | Stadio Ennio Tardini (2 337 spett.)\| Arbitro: \| Stéphanie Frappart \| |
| Arbitro:                              | Stéphanie Frappart |               |        |                                                                         |

| Arbitro: | Catarina Campos |

|            |           |  |
| Harder 48’ | Marcatori |  |

| Arbitro: | Jana Adámková |

|                                                                         |           |             |
| Blackstenius 1’, 43’, 53’ Rytting Kaneryd 5’ Angeldahl 11’ Hurtig 90+2’ | Marcatori | 41’ Thomsen |

| Arbitro: | Eleni Antoniou |

|              |           |                                          |
| Fishlock 82’ | Marcatori | 9’ Linari 21’, 45+5’ Girelli 41’ Cantore |

## Fase finale
Il sorteggio della fase finale si svolgerà il 6 giugno 2025.

#### Tabellone
|  | Semifinali | Semifinali | Semifinali | Semifinali | Semifinali |  |  | Finale          | Finale | Finale | Finale | Finale |  |
|  |            |            |            |            |            |  |  |                 |        |        |        |        |  |
|  | A1         | Germania   | Germania   | Germania   | Germania   |  |  |                 |        |        |        |        |  |
|  | A2         | Francia    | Francia    | Francia    | Francia    |  |  |                 |        |        |        |        |  |
|  | A3         | Spagna     | Spagna     | Spagna     | Spagna     |  |  |                 |        |        |        |        |  |
|  | A4         | Svezia     | Svezia     | Svezia     | Svezia     |  |  |                 |        |        |        |        |  |
|  |            |            |            |            |            |  |  |                 |        |        |        |        |  |
|  |            |            |            |            |            |  |  | Finale 3º posto |        |        |        |        |  |
|  |            |            |            |            |            |  |  |                 |        |        |        |        |  |
|  |            |            |            |            |            |  |  | .               |        |        |        |        |  |
|  |            |            |            |            |            |  |  | .               |        |        |        |        |  |

#### Semifinali

##### Andata
| 24 ottobre 2025 | Germania | – referto | Francia |  |

| 24 ottobre 2025 | Spagna | – referto | Svezia |  |

##### Ritorno
| 28 ottobre 2025 | Francia | – referto | Germania |  |

| 28 ottobre 2025 | Svezia | – referto | Spagna |  |

#### Finale 3º posto

##### Andata
| 28 novembre 2025 | non conosciuta | – | non conosciuta |  |

##### Ritorno
| 2 dicembre 2025 | non conosciuta | – | non conosciuta |  |

#### Finale

##### Andata
| 28 novembre 2025 | non conosciuta | – | non conosciuta |  |

##### Ritorno
| 2 dicembre 2025 | non conosciuta | – | non conosciuta |  |

## Statistiche

### Classifica marcatrici
Aggiornate al 3 giugno 2025.
5 reti
- Tessa Wullaert (1 rig.)
- Sandy Baltimore
- Lea Schüller

4 reti
- Selina Cerci
- Aggie Beever-Jones
- Karólína Lea Vilhjálmsdóttir
- Esther González
- Claudia Pina

3 reti
- Laura Freigang
- Giovanna Hoffmann
- Cristiana Girelli
- Lineth Beerensteyn
- Filippa Angeldahl
- Stina Blackstenius

2 reti
- Julia Hickelsberger
- Justine Vanhaevermaet
- Pernille Harder (1 rig.)
- Janni Thomsen
- Grace Geyoro
- Marie-Antoinette Katoto
- Clara Matéo
- Linda Dallmann
- Sydney Lohmann
- Lucy Bronze
- Bethany Mead
- Jessica Park
- Alessia Russo
- Michela Cambiaghi
- Carole Costa
- Aitana Bonmatí
- Athenea del Castillo
- Alexia Putellas
- Fridolina Rolfö (1 rig.)

1 rete
- Maria Plattner
- Lilli Purtscheller
- Annabel Schasching
- Tine De Caigny
- Mariam Abdulai Toloba
- Signe Bruun
- Emma Færge
- Sara Holmgaard
- Amalie Vangsgaard
- Kayleigh Barton (1 rig.)
- Hannah Cain
- Jessica Fishlock
- Ceri Holland
- Selma Bacha
- Elisa De Almeida
- Kadidiatou Diani
- Klara Bühl
- Vivien Endemann
- Sarai Linder
- Sjoeke Nüsken
- Elisa Senß
- Cora Zicai
- Michelle Agyemang
- Millie Bright
- Chloe Kelly
- Keira Walsh
- Sveindís Jane Jónsdóttir
- Ingibjörg Sigurðardóttir
- Barbara Bonansea
- Sofia Cantore
- Arianna Caruso
- Lucia Di Guglielmo
- Elena Linari
- Emma Severini
- Vilde Bøe Risa
- Caroline Graham Hansen
- Elisabeth Terland
- Damaris Egurrola
- Chasity Grant
- Jackie Groenen
- Wieke Kaptein
- Vivianne Miedema
- Sherida Spitse (1 rig.)
- Daniëlle van de Donk
- Jill Roord
- Catarina Amado
- Beatriz Fonseca
- Francisca Nazareth
- Emma Lawton
- Kathleen McGovern
- Caroline Weir
- Laia Aleixandri
- Mariona Caldentey
- Lucía García
- Patricia Guijarro
- Cristina Martín-Prieto
- Salma Paralluelo
- Alba Redondo
- Kosovare Asllani
- Magdalena Eriksson
- Lina Hurtig
- Johanna Rytting Kaneryd
- Linda Sembrant
- Géraldine Reuteler
- Sydney Schertenleib
- Smilla Vallotto

autoreti
- Áslaug Munda Gunnlaugsdóttir (a favore della Svizzera)
- Glódís Perla Viggósdóttir (a favore della Norvegia)
- Sophie Howard (a favore della Germania)